# 格呂克斯堡王朝
石勒蘇益格-荷爾斯泰因-森訥堡-格呂克斯堡王朝（德語：Schleswig-Holstein-Sonderburg-Glücksburg），該王室發源自德國極北城鎮格呂克斯堡（Glücksburg），1863年起统治丹麦、1905年起统治挪威以及1863年—1924年、1935年—1973年统治希臘王國。其成員是奥尔登堡王朝的丹麥國王克里斯蒂安三世的後代，因此也是奥尔登堡王朝的分支。英國國王查爾斯三世雖然继承了其父系祖先爱丁堡公爵菲利普亲王的格吕克斯堡王朝血统，但正式名義上屬溫莎王朝，並使用蒙巴頓-溫莎作為姓氏，其後代屬溫莎王朝。

## 起源
格呂克斯堡王室成員的祖宗可以上溯到歷代石勒蘇益格-荷爾斯泰因-索恩德堡-貝克公爵（Duke of Schleswig-Holstein-Sonderburg-Beck）。當最後一任貝克公爵弗里德里希·威廉（Friedrich Wilhelm）成為格呂斯克堡公爵（Duke of Glücksburg），便將封號轉化為石勒蘇益格-荷爾斯泰因-索恩德堡-格呂克斯堡公爵。他後來迎娶了丹麥國王弗雷德里克三世的孫女兒，黑森-卡塞爾公主路易絲·卡羅琳。
貝克和格呂克斯堡兩個公國都不是主權公國，純粹是石勒蘇益格-荷爾斯泰因公爵治下的采邑，也即是荷爾斯泰因-戈托普公爵（Duke of Holstein-Gottorp）轄下的采邑。1773年後則成為丹麥國王治下的采邑。

## 丹麥國王
1863年，丹麥國王弗雷德里克七世無嗣而崩。在此前被選為丹麥王太子的，格呂斯克堡公爵弗里德里希·威廉第四子克里斯蒂安王子入繼丹麥王位，是為丹麥國王克里斯蒂安九世，開始了丹麥的格呂克斯堡王朝。
| 肖像 | 丹麥君主 | 統治始於                    | 統治終於                    |
| ---- | --- | --------------------------- | --------------------------- |
|      | 克里斯蒂安九世 Christian 9.                                                                                  | 1863年11月15日              | 1906年1月29日               |
|      | 佛瑞德里克八世 Frederik 8.                                                                                   | 1906年1月29日               | 1912年5月14日               |
|      | 丹麥國王克里斯蒂安十世 Christian 10., Konge af Danmark 冰島國王克里斯蒂安十世 Kristján 10., Konungur Íslands | 1912年5月14日 1918年12月1日 | 1947年4月20日 1944年6月17日 |
|      | 佛瑞德里克九世 Frederik 9.                                                                                   | 1947年4月20日               | 1972年1月14日               |
|      | 瑪格麗特二世 Margrethe 2.                                                                                    | 1972年1月14日               | 2024年1月14日               |
|      | 佛瑞德里克十世 Frederik 10.                                                                                  | 2024年1月14日               | 現任                        |

## 希臘人的國王
1862年10月23日，希臘發生了推翻來自维特尔斯巴赫王朝的希臘國王奥托一世的政變。時為丹麥克里斯蒂安王太子之次子的丹麥王子威廉，獲希臘國民議會選為「希臘人的國王（βασιλιάς της Ελλάδας）」。次年威廉王子赴希臘即位，是為希臘人的國王喬治一世，開始了格呂克斯堡王室在希臘一百多年的統治，直至1973年君主制被當時的軍政府廢除。
| 肖像 | 希臘人的國王                | 統治始於                    | 統治終於                   |
| ---- | --------------------------- | --------------------------- | -------------------------- |
|      | 乔治一世 George I           | 1863年3月30日               | 1913年3月18日              |
|      | 康斯坦丁一世 Constantine I  | 1913年3月18日               | 1917年6月11日              |
|      | 亚历山大一世 Alexander I    | 1917年6月11日               | 1920年10月25日             |
|      | 康斯坦丁一世 Constantine I  | 1920年12月19日              | 1922年9月27日              |
|      | 乔治二世 George II          | 1922年9月27日 1935年11月3日 | 1924年3月25日 1947年4月1日 |
|      | 保罗一世 Paul I             | 1947年4月1日                | 1964年3月6日               |
|      | 康斯坦丁二世 Constantine II | 1964年3月6日                | 1973年6月1日               |

| 肖像 | 希臘王室首領                | 開始在位      | 結束在位      |
| ---- | --------------------------- | ------------- | ------------- |
|      | 康斯坦丁二世 Constantine II | 1964年3月6日  | 2023年1月10日 |
|      | 帕夫洛斯 Pavlos             | 2023年1月10日 | 現任          |

## 挪威國王
1905年，與瑞典以共主邦聯形式聯合的挪威爆發憲政危機，最終導致挪威國會通過脫離瑞典-挪威聯盟的決議。後來瑞典和挪威達成分離協議，瑞典國王奧斯卡二世將挪威王位交出。經過挪威全民公決通過保留君主制後，日後丹麦国王弗雷德里克八世的次子，卡爾王子同意即挪威王位，是為挪威國王哈康七世。
| 肖像 | 挪威國王            | 統治始於       | 統治終於      |
| ---- | ------------------- | -------------- | ------------- |
|      | 哈康七世 Haakon VII | 1905年11月18日 | 1957年9月21日 |
|      | 奥拉夫五世 Olav V   | 1957年9月21日  | 1991年1月17日 |
|      | 哈拉尔五世 Harald V | 1991年1月17日  | 現任          |

## 其他著名成員
丹麥國王克里斯蒂安九世的子孫，除了獲選了上述國家的國王，很多都與其他國家的王室締結姻親。而克里斯蒂安九世的兩位女兒，雅利珊德莉亞公主和達格瑪公主，分別嫁給了英王爱德华七世和俄國沙皇亞歷山大三世。因此，現在歐洲各大王室成員不少都有格呂克斯堡王室的血統。再加上，克里斯蒂安以後的歷任丹麥、希臘王室都有把公主嫁予其他王室，主要有：
- 丹麥公主英格堡（Ingeborg of Denmark），丹王弗雷德里克八世女兒，瑞典國王奧斯卡二世的三子，卡爾王子之王妃，婚後是為西哥特蘭公爵夫人。
- 希臘公主索菲亞，希臘國王保羅一世的長女，康斯坦汀二世之姊，後嫁予西班牙國王胡安·卡洛斯一世，成為前任西班牙王后。
- 希臘公主伊蓮娜（Elena of Greece），希臘國王康斯坦汀一世之三女，後嫁予羅馬尼亞國王卡羅爾二世，成為羅馬尼亞王后，喪偶後獲上尊號為王太后。
- 希臘公主奧爾嘉 (Princess Olga of Greece and Denmark)，希臘國王喬治一世的孫女，其父為喬治一世的三子尼古拉王子，後成為南斯拉夫攝政王保羅的王妃。
- 希臘公主雅莉珊德莉亞，希臘國王亞歷山大一世的遺腹女，後嫁予南斯拉夫國王彼得二世，成為南斯拉夫王后。
- 希臘公主伊蓮（Irene of Greece），希臘國王康斯坦汀一世之五女，後成為克羅地亞國王托米斯拉夫二世（Tomislav II of Croatia）的王后。在夫君退位後，沿用夫君在意大利的相應封號，奥斯塔公爵夫人。
- 希臘公主瑪莉娜，希臘國王喬治一世的孫女，其父為喬治一世的三子尼古拉斯王子，後成為英國肯特公爵喬治王子的王妃。
- 希臘公主塞西莉亞，希臘國王喬治一世的孫女，其父為喬治一世的小兒子安德魯王子，爱丁堡公爵菲利普亲王之姊，後嫁予黑森大公國大公儲格奧爾格·多那圖斯。
- 希臘王子菲利普，希臘國王喬治一世之孫，其父為喬治一世的小兒子安德魯王子。後與時為公主的英國女王伊丽莎白二世成婚，並因此放棄希腊王位的继承权。後獲封愛丁堡公爵，並在妻子即位後獲封王夫頭銜。

## 不姓格呂克斯堡的后裔
僅列出還在世的父系后裔。
- 查爾斯三世
  - 威爾士親王威廉
    - 威尔士的乔治王子
    - 威尔士的夏洛特公主
    - 威尔士的路易王子

  - 薩塞克斯公爵哈里王子
    - 薩塞克斯的阿奇王子
    - 萨塞克斯的莉莉貝特公主
- 安妮長公主
- 約克公爵安德魯王子
  - 比阿特丽斯公主
  - 尤金妮公主
- 愛丁堡公爵愛德華王子
  - 路易絲·温莎女爵
  - 威塞克斯伯爵詹姆斯

## 外部連結
- 丹麥王室官方網站
- 挪威王室官方網站 （页面存档备份，存于）
- 流亡希臘王室的網站

| 格呂克斯堡王朝            | 格呂克斯堡王朝             | 格呂克斯堡王朝      |
| ------------------------- | -------------------------- | ------------------- |
| 前朝 歐登堡王朝           | 丹麥王室 1863年至今        |                     |
| 前朝 贝尔纳多特王朝       | 挪威王室 1905年至今        |                     |
| 前朝 1918年冰島王國成立。 | 冰島王國王室 1918年—1944年 | 后朝 冰岛共和国     |
| 前朝 维特尔斯巴赫王朝     | 希臘王國王室 1863年—1924年 | 后朝 希臘第二共和國 |
| 前朝 希臘第二共和國       | 希臘王國王室 1935年—1973年 | 后朝 希腊第三共和国 |

1. ↑  1537年以前冰岛属于挪威领土，1537年—1918年冰岛属于丹麦领土，在此期间冰岛无独立主权。
2. ↑  1918年—1944年冰岛王国与丹麦结为共主邦聯，冰島王國内政享有部分自治权，国防和外交由丹麦负责。
3. ↑  1944年冰岛王国灭亡，冰岛共和国成立，冰岛共和国成为完全独立自主的主权国家。